# Marilyn - Una vita, una storia
Marilyn - Una vita, una storia (Marilyn: The Untold Story) è un film per la televisione del 1980 diretto da Jack Arnold e John Flynn e con protagonista Catherine Hicks nel ruolo dell'icona hollywoodiana Marilyn Monroe. Basato sulla biografia Marilyn, scritta da Norman Mailer nel 1973, il film segue la storia di Norma Jeane Baker dall'infanzia alla tragica quanto misteriosa scomparsa nel 1962.
Trasmesso negli Stati Uniti il 28 settembre 1980 sulla rete ABC, il film ebbe un ottimo riscontro di pubblico e la stampa apprezzò molto il ritratto di Marilyn offerto da Catherine Hicks, che l'anno successivo ottenne una candidatura al premio Emmy per la sua interpretazione.

## Trama
Da una vita travagliata e solitaria in uno squallido orfanotrofio della California, la giovane ma determinata Norma Jeane, dopo un matrimonio lampo con l'altrettanto giovane James Dougherty, inizia la carriera di modella dopo essere stata notata per caso da un fotografo nella fabbrica dove lavora. Ma Norma sogna il cinema, così, dopo aver divorziato dal marito, firma un contratto con la 20th Century Fox e cambia il proprio nome in Marilyn Monroe. Dopo una serie di piccole parti in film più o meno importanti, tra i quali Eva contro Eva al fianco di Bette Davis, grazie al suo esplosivo look per lei si aprono le porte di Hollywood, con interpretazioni in film di successo come Gli uomini preferiscono le bionde e Come sposare un milionario. Ma la sua vita personale non è altrettanto rosea: dopo il turbolento matrimonio con il giocatore di baseball Joe DiMaggio, Marilyn sposa lo scrittore di origine ebraica Arthur Miller, per poi divorziare nuovamente qualche anno dopo. Depressa dal fallimento di entrambi i suoi matrimoni, e completamente succube di alcool e sonniferi, Marilyn stringe un pericoloso rapporto con i fratelli Kennedy, John e Robert e continua tra alti e bassi la sua carriera di attrice fino al 5 agosto 1962, quando viene ritrovata senza vita in circostanze misteriose nella camera da letto della sua casa di Los Angeles.

## Distribuzione
Il film è stato trasmesso negli Stati Uniti il 28 settembre 1980 sulla rete ABC. In Italia è arrivato invece nelle sale cinematografiche nell'estate del 1981 su distribuzione Gold Film, per poi essere trasmesso per la prima volta in televisione il 19 ottobre 1984 su Rete 4.